# فهرست نخست‌وزیران پاکستان
- بالا راست: لیاقت علی خان اولین نخست وزیر پاکستان از زمان تأسیس آن بود.
- بالا وسط: ذوالفقار علی بوتو اولین نخست وزیری بود که مانند سال ۱۹۷۷ به صورت دموکراتیک انتخاب شد.
- بالا چپ: بی‌نظیر بوتو اولین و تنها نخست وزیر زن پاکستان بود.
- پایین راست: نواز شریف طولانی ترین نخست وزیر غیر متوالی است که در ۳ دوره در مجموع ۹ سال خدمت کرده است.
- پایین وسط: عمران خان بیست و دومین نخست وزیر پاکستان بود و به عنوان یک چهره محبوب جهانی شناخته می شود.
- پایین چپ: شهباز شریف, برادر نواز شریف و نخست وزیر فعلی پاکستان است.

پرچم منتسب به نخست‌وزیر پاکستان

فهرست نخست وزیران پاکستان (اردو: وزِیرِ اعظم) سیاستمداران انتخاب شده به عنوان رئیس هیئت وزیران دولت پاکستان به‌شمار می‌روند. نخست‌وزیر مسئولیت اداره دولت را از طریق کابینه‌ای که منصوب می‌کند به دست می‌گیرد و «حفاظت از منافع ملت و مردم» را نمایندگی می‌کند. بر اساس قانون اساسی جمهوری پاکستان به توصیه نخست‌وزیر قوه مقننه که شامل دو مجلس فدرال مشتمل بر سنا به عنوان مجلس علیا و اسمبلی ملی، به عنوان مجلس سفلی که مجلس شورای پاکستان را تشکیل می‌دهد برای یک دوره پنج ساله بر اساس رای آحاد مردم انتخاب می‌کند.

## تاریخچه پاکستان و نخست‌وزیران
از سال ۱۹۴۷ تاکنون پاکستان هجده نخست‌وزیر داشته‌است.
این کشور در ۱۴ اوت ۱۹۴۷ با دو جناح دارای اکثریت مسلمان در قسمت شرقی و شمال غربی مناطق آسیای جنوبی تشکیل شد که توسط هند که اکثریت آن هندو بودند از هم جدا شد و از استان‌های بلوچستان (پاکستان)، بنگلادش شرقی، استان مرزی شمال غرب، پنجاب غربی و سند تشکیل می‌شد. تقسیم تقسیم هند تحت کنترل بریتانیا به شورش‌های فرقه‌ای منجر گردید.
پاکستان بعد از استقلال در ۱۴ اوت ۱۹۴۷ (همزمان با هند) اما همچنان به‌طور رسمی مستقل نشده بود تا اینکه در ۲۳ مارس ۱۹۵۶ به‌طور رسمی مستقل شد و ژنرال اسکندر میرزا به عنوان اولین رئیس‌جمهور هر دو بخش پاکستان غربی و شرقی (بعدها بنگلادش) برگزیده شد و در سال ۱۹۵۸ با کودتایی توسط ژنرال محمد ایوب خان (۶۹–۱۹۵۸) برکنار شد. ژنرال ایوب خان در طول یک دوره ناآرامی داخلی و همچنین در دوره جنگ ۱۹۶۵ هند - پاکستان رئیس‌جمهور بود. جانشین او ژنرال یحیی خان (۷۱–۱۹۶۹) با طوفان بهاولپور ۱۹۷۰ - مواجه شد که باعث مرگ ۵۰۰ هزار تن شد.
تفرقه‌های اقتصادی و سیاسی در پاکستان شرقی (بنگلادش امروزی) منجر به سرکوبی‌ها و تنش‌های شدید سیاسی گردید، که نهایتاً به جنگ آزادسازی بنگلادش و جنگ ۱۹۷۱ هند و پاکستان و نهایتاً جدا شدن پاکستان شرقی به عنوان کشور مستقل بنگلادش انجامید. حکومت غیرنظامی از سال ۱۹۷۲ تا ۱۹۷۷ توسط ذوالفقار علی بوتو تا زمانی که خلع شدو توسط یک جنایت قضایی در سال ۱۹۷۹ به دست ژنرال محمد ضیا الحق اعدام شد، از سرگرفته شد. ضیاء الحق چهارمین رئیس‌جمهور نظامی شد. سیاست‌های سکولار (غیر دینی) پاکستان با معرفی قوانین اسلامی شریعت توسط ضیاء از بین رفتند و این روند تأثیرات مذهبی و دینی بر جامعه حاکم کرد، و همچنین تنش نظامی را افزایش داد. با مرگ ژنرال ضیاء در حادثه سقوط هواپیما در سال ۱۳۶۷ (۱۹۸۸)، بی نظیر بوتو دختر ذوالفقار علی بوتو به عنوان اولین نخست‌وزیر زن پاکستانی انتخاب شد. در طول دهه بعد با خرابتر شدن اوضاع سیاسی و اقتصادی کشور، او قدرت را به نواز شریف واگذار کرد.
تنش‌های نظامی در جنگ کارگیل که پاکستان و هند در سال ۱۹۹۹ با آن مواجه بودند، با یک کودتای نظامی دنبال شد که در این کودتا ژنرال پرویز مشرف توانست قدرت اجرایی را به دست گیرد. در سال ۲۰۰۱ مشرف توانست با استعفای رفیق ترار، رئیس‌جمهور پاکستان شود. پس از انتخابات مجلس ۲۰۰۲، مشرف قدرت‌های اجرایی را به نخست‌وزیر تازه منتخب ظفرالله خان جمالی واگذار کرد که او نیز در انتخابات نخست‌وزیری ۲۰۰۴ پاکستان، جای خود را به شوکت عزیز داد. سپس سید یوسف رضا گیلانی از ۲۵ مارس ۲۰۰۸ تا ۱۹ ژوئن ۲۰۱۲ نخست‌وزیر پاکستان بود. راجه پرویز اشرف از ۲۲ ژوئن ۲۰۱۲ به عنوان هفدهمین نخست‌وزیر تاریخ ۶۵ ساله پاکستان رای اعتماد گرفت؛ و تا ۱۶ مارس ۲۰۱۳ در این سمت بود. سپس به‌طور موقت میر هزار خان کهوسو کفالت نخست‌وزیری را تا ۴ ژوئن ۲۰۱۳ برعهده داشت.
بعد از میز هزار خان کهوسو، نواز شریف رهبر دومین حزب سیاسی بزرگ پاکستان در ۵ ژوئن ۲۰۱۳ به نخست‌وزیری رسید. تا اینکه دیوان عالی پاکستان در ژوئیه ۲۰۱۷ در پی اتهام فساد مالی بر اساس اسناد پاناما و تحقیقات انجام شده از نواز شریف به عنوان نخست‌وزیر این کشور سلب صلاحیت کرد و به برکناری وی رای داد. سپس شاهد خاقان عباسی از اوت ۲۰۱۷ تا ۳۱ مه ۲۰۱۸ نخست‌وزیر بود سپس به ناصرالملک سپرد که از ابتدای ژوئن ۲۰۱۸ تا ۱۸ اوت در این سمت قرار داشت تا اینکه در ۱۸ اوت ۲۰۱۸ عمران خان نیازی، به عنوان نخست‌وزیر پاکستان سوگند یاد کرد.
تا سال ۲۰۲۲ پاکستان ۲۹ نخست‌وزیر داشته که هیچ‌یک دورهٔ پنج ساله‌اش را کامل تمام نکرده است.

## فهرست نخست وزیران
| ردیف                         | عکس                                                                                    | نام                      | گرفتن پست       | ترک سمت               | زمان صدارت             | انتخابات          | حزب سیاسی (اتحاد)                          | حزب سیاسی (اتحاد) | توضیحات                                                                                               |
| ---------------------------- | -------------------------------------------------------------------------------------- | ------------------------ | --------------- | --------------------- | ---------------------- | ----------------- | ------------------------------------------ | ----------------- | --- |
| ۱                            |                                                                                        | لیاقت علی خان            | ۱۴ اوت ۱۹۴۷     | ۱۶ اکتبر۱۹۵۱ (ترورشد) | ۴سال، ۲ماه، ۲روز،      | —                 | اتحاد مسلمانان پاکستان                     |                   | [ ۲۴ ]                                                                                                |
| ۲                            | A black-and-white head and shoulder shot of a man wearing coat and Jinnah cap.         | خواجه ناظم‌الدین          | ۱۷ اکتبر ۱۹۵۱   | ۱۷ آوریل ۱۹۵۳         | ۱ سال، ۶ ماه،          | —                 | اتحاد مسلمانان پاکستان                     |                   | |
| ۳                            | A black-and-white head and shoulder shot of a man wearing white shirt and a black tie. | محمد علی بوگرا           | ۱۷ آوریل ۱۹۵۳   | ۱۲ اوت ۱۹۵۵           | ۲ سال، ۳ ماه، ۲۶ روز،  | —                 | اتحاد مسلمانان پاکستان                     |                   | |
| ۴                            |                                                                                        | چودهری محمد علی          | ۱۲ اوت ۱۹۵۵     | ۱۲ سپتامبر ۱۹۵۶       | ۱ سال، ۱ ماه،          | —                 | اتحاد مسلمانان پاکستان                     |                   | دولت محمدعلی از جانب لیگ مسلمانان پاکستان، لیگ عوامی پاکستان و حزب جمهوریخواه پاکستان، کنار گذاشته شد |
| ۵                            |                                                                                        | حسین شهید سهروردی        | ۱۲ سپتامبر ۱۹۵۶ | ۱۷ اکتبر ۱۹۵۷         | ۱ سال، ۱ ماه، ۵ روز،   | —                 | اتحاد مسلمانان پاکستان                     |                   | |
| ۶                            |                                                                                        | ابراهیم اسماعیل چندریگار | ۱۷ اکتبر ۱۹۵۷   | ۱۶ دسامبر ۱۹۵۷        | 1 ماه، ۲۹ روز،         | —                 | اتحاد مسلمانان پاکستان                     |                   | |
| ۷                            |                                                                                        | فیروز خان نون            | ۱۶ دسامبر ۱۹۵۷  | ۷ اکتبر ۱۹۵۸          | ۹ ماه، ۲۱ روز،         | —                 | حزب جمهوریخواه                             |                   | |
| ۸                            |                                                                                        | نورالامین                | ۷ دسامبر ۱۹۷۱   | ۲۰ دسامبر ۱۹۷۱        | ۱۳ روز،                | ۱۹۷۰              | اتحاد مسلمانان پاکستان                     |                   | |
| ۲۰ دسامبر ۱۹۷۱ – ۱۴ اوت ۱۹۷۳ |                                                                                        |                          |                 |                       |                        |                   |                                            |                   | |
| ۹                            |                                                                                        | ذوالفقار علی بوتو        | ۱۴ اوت ۱۹۷۳     | ۵ ژوئیه ۱۹۷۷          | ۳ سال، ۱۰ ماه، ۲۱ روز، | ذوالفقار علی بوتو | حزب مردم پاکستان                           |                   | [ ۹ ] [ ۲۵ ]                                                                                          |
| ۵ ژوئیه ۱۹۷۷ – ۲۴ مارس ۱۹۸۵  |                                                                                        |                          |                 |                       |                        |                   |                                            |                   | |
| ۱۰                           |                                                                                        | محمد خان جونیجو          | ۲۴ مارس ۱۹۸۵    | ۲۹ مه ۱۹۸۸            | ۳ سال، ۲ ماه، ۵ روز،   | ۱۹۸۵              | اتحاد مسلمانان پاکستان (کنشگر سیاسی مستقل) |                   | [ ۳ ]                                                                                                 |
| ۲۹ مه ۱۹۸۸ – ۲ دسامبر۱۹۸۸    |                                                                                        |                          |                 |                       |                        |                   |                                            |                   | |
| 11                           | A head and shoulder shot of a woman in traditional Pakistani dress.                    | بی‌نظیر بوتو              | ۲ دسامبر ۱۹۸۸   | ۶ اوت ۱۹۹۰            | ۱ سال، ۲۴۷ روز         | 1988              | حزب مردم پاکستان                           |                   | |
| 12                           | A head and shoulder shot of a man from the left.                                       | نواز شریف                | ۶ نوامبر ۱۹۹۰   | ۱۸ ژوئیه ۱۹۹۳         | ۲ سال، ۲۵۴ روز         | 1990              | مسلم لیگ پاکستان (ن)                       |                   | |
| 13                           | A head and shoulder shot of a woman in traditional Pakistani dress.                    | بی‌نظیر بوتو              | ۱۹ اکتبر ۱۹۹۳   | ۵ نوامبر ۱۹۹۶         | ۳ سال، ۱۷ روز          | 1993              | حزب مردم پاکستان                           |                   | |
| 14                           | A head and shoulder shot of a man from the left.                                       | نواز شریف                | ۱۷ فوریه ۱۹۹۷   | ۱۲ اکتبر ۱۹۹۹         | ۲ سال، ۲۳۷ روز         | 1997              | مسلم لیگ پاکستان (ن)                       |                   | |
| 15                           | A bearded man sitting in an office.                                                    | ظفرالله خان جمالی        | ۲۳ نوامبر ۲۰۰۲  | ۲۶ ژوئن ۲۰۰۴          | ۱ سال، ۲۱۶ روز         | 2002              | Pakistan Muslim League (Q)                 |                   | [ ۱۶ ]                                                                                                |
| 16                           | A side shot of a man looking at the camera.                                            | چودهری شجاعت حسین        | ۳۰ ژوئن ۲۰۰۴    | ۲۳ اوت ۲۰۰۴           | ۵۴ روز                 | —                 | Pakistan Muslim League (Q)                 |                   | [ ۲۶ ]                                                                                                |
| 17                           |                                                                                        | شوکت عزیز                | ۲۸ اوت ۲۰۰۴     | ۱۵ نوامبر ۲۰۰۷        | ۳ سال، ۷۹ روز          | —                 | Pakistan Muslim League (Q)                 |                   | [ ۲۷ ]                                                                                                |
| 18                           | A shot of a man during a meeting.                                                      | یوسف‌رضا گیلانی           | ۲۵ مارس ۲۰۰۸    | ۱۹ ژوئن ۲۰۱۲          | ۴ سال، ۸۶ روز          | 2008              | حزب مردم پاکستان                           |                   | [ ۲۸ ]                                                                                                |
| ۱۹                           |                                                                                        | راجه پرویز اشرف          | ۲۲ ژوئن ۲۰۱۲    | ۲۴ مارس ۲۰۱۳          | ۲۷۵ روز                | –                 | حزب مردم پاکستان                           |                   | [ ۱۷ ]                                                                                                |
| ۲۰                           |                                                                                        | نواز شریف                | ۵ ژوئن ۲۰۱۳     | ۲۸ ژوئیه ۲۰۱۷         | ۴ سال، ۵۳ روز          | 2013              | مسلم لیگ پاکستان (ن)                       |                   | [ ۱۴ ] [ ۱۵ ]                                                                                         |
| ۲۱                           |                                                                                        | شاهد خاقان عباسی         | ۱ اوت ۲۰۱۷      | ۳۱ مه ۲۰۱۸            | ۳۰۳ روز                | —                 | مسلم لیگ پاکستان (ن)                       |                   | [ ۲۹ ]                                                                                                |
| ۲۲                           |                                                                                        | عمران خان                | ۱۸ اوت ۲۰۱۸     | ۱۰ آوریل ۲۰۲۲         | ۳ سال، ۲۳۵ روز         | ۲۰۱۸              | تحریک انصاف پاکستان                        |                   | |
| ۲۳                           |                                                                                        | شهباز شریف               | ۱۱ آوریل ۲۰۲۲   |                       |                        | —                 | مسلم لیگ پاکستان (ن)                       |                   | |